# 100% Lucha, el amo de los clones
100% Lucha, el amo de los clones es una película argentina dirigida por Pablo Parés y Paulo Soria y protagonizada por Roberto Carnaghi, Daniel Casablanca y Dallys Ferreyra Enciso. Fue estrenada el 16 de julio de 2009 y es una secuela de 100% Lucha, la película que a su vez es una película basada en la serie del mismo nombre.

## Sinopsis
Damián es un vecino y falso amigo de Viloni. Lo ha envidiado desde la niñez compartida y lo odia obsesivamente, hasta la locura.
Incapaz de soportar la popularidad de Vicente y aprovechando los conocimientos que le brinda su profesión de Doctor en Biotecnología, decide producir clones de los luchadores. De este modo pretende lograr un doble objetivo: enriquecerse vendiéndolos como ejército invencible a un traficante de mercenarios y destruir la imagen del héroe de Villa Urquiza a través del comportamiento vergonzoso de su clon.
Tras una increíble lucha contra su clon, Viloni es atrapado por el villano Damián, quien lo mantiene cautivo mientras los amigos del campeón de 100% Lucha son engañados por el clon, que desconocen la razón de su cambio de actitud. Los chicos, a su vez, cambian admiración por tristeza.
La Masa percibe señales de que algo extraño está sucediendo e intenta desenredar el misterio, pero él mismo es vencido y encerrado por su propio clon y las bellas pero crueles secuaces de Damian.
A su turno, también Husni y Principi caen en la trampa pergeñada por Damian, mientras los pasos de su plan se cumplen con precisión.
Sin embargo, el coraje, la potencia, los valores del grupo de luchadores y un amor incipiente los ayudarán a sobreponerse y demostrar, en confusa lucha contra sus idénticos arriba del ring, que sólo ellos son capaces de atravesar con éxito los peligros más temibles y desbaratar la eternamente renovable maquinaria del mal.

## Reparto
- Roberto Carnaghi
- Daniel Casablanca
- Dallys Ferreyra Enciso
- Delfina Gerez Bosco
- Eduardo Husni como El mismo
- Natalia Kim
- Leo Montero como El mismo
- Berta Muñiz
- Osvaldo Príncipi como El mismo
- Pablo Rago
- Vicente Viloni
- Walter Cornás
- Julia Lenzberg
- Esteban Rojas
- Juan Pablo Varsky